# Смирнов, Максим Александрович
Максим Александрович Смирнов (14 февраля 2000, Санкт-Петербург, Россия) — российский футболист, защитник.

## Карьера
Воспитанник «Зенита». Выступал за молодёжную команду в Юношеской лиге УЕФА. Находился в составе «Зенита-2», но в официальных матчах за команду не играл. В середине сентября 2020 года заключил контракт с коллективом белорусской высшей лиги «Городея». Дебютировал в элите 19 сентября в домашнем поединке против клуба «Торпедо-БелАЗ» (1:3).
Сезон 2021/2022 начинал в омском «Иртыше». Однако, в декабре 2021 покинул команду. В январе-феврале 2022 находился на просмотре в любительском футбольном клубе «Ядро» из Санкт-Петербурга. Был заявлен на Турнир уполномоченного представителя президента в Северо-Западном Федеральном округе.